# Taraxacum sect. Erythrosperma

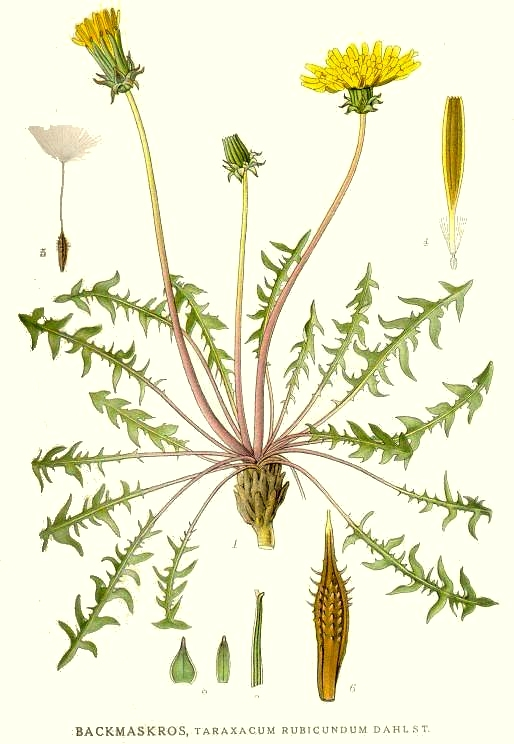
Taraxacum rubicundum (Dahlst.) Dahlst., typ sekcji Erythrosperma

Taraxacum sect. Erythrosperma (H.Lindb.) Dahlst. – sekcja w obrębie rodzaju mniszek (Taraxacum), w dawniejszych ujęciach odpowiadająca jednemu lub kilku gatunkom zbiorowym (np. Taraxacum erythrospermum agg., Taraxacum laevigatum agg.)

## Morfologia

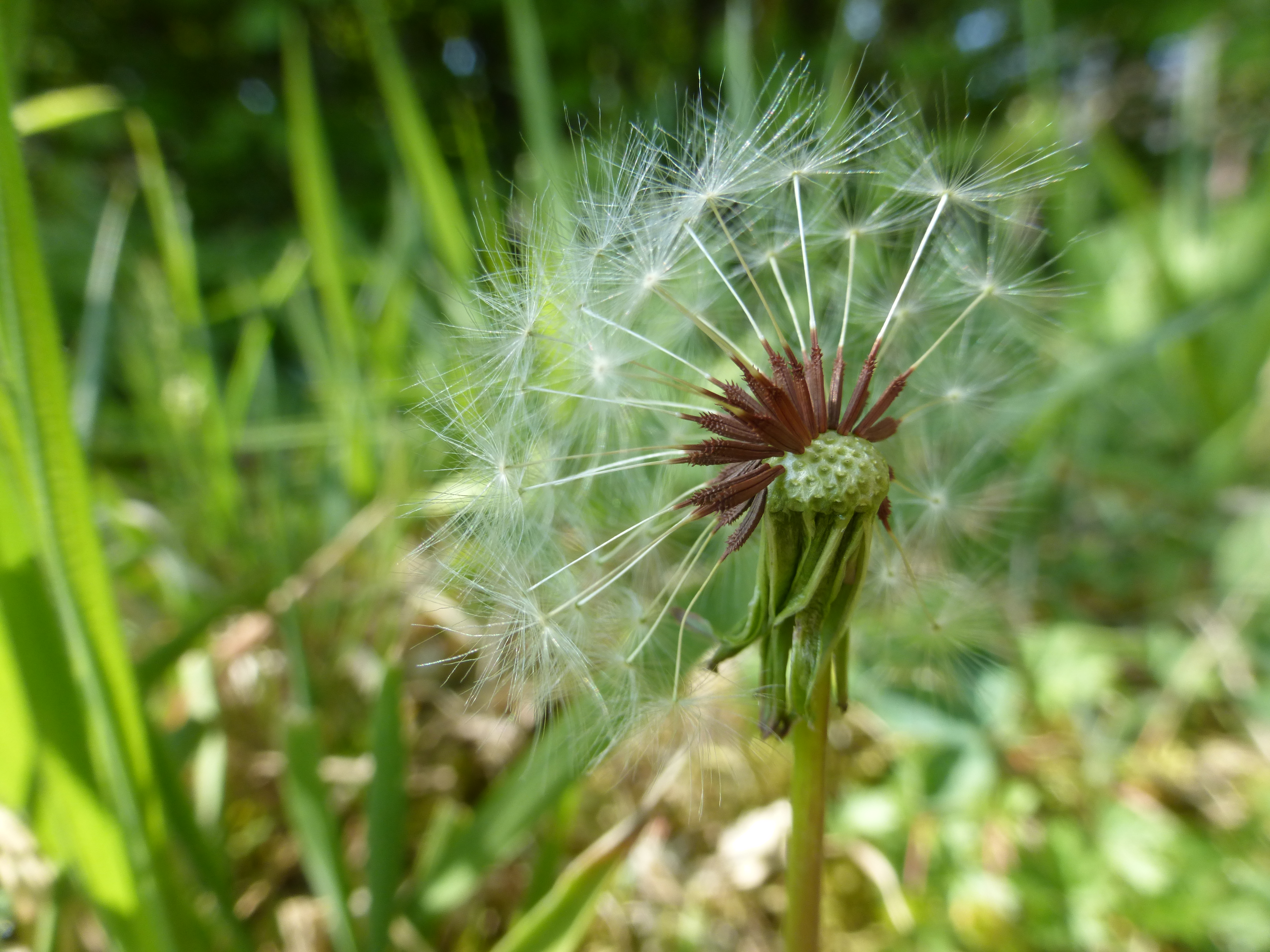
Owocujący mniszek Taraxacum lacistophylloides: widoczne czerwone zabarwienie niełupek, charakterystyczne dla większości gatunków sekcji Erythrosperma

Przedstawiciele sekcji to rośliny małych i średnich rozmiarów, odróżniające się od innych mniszków czerwoną (rzadziej brązową lub cielistą) barwą niełupek oraz zewnętrznymi liśćmi okrywy koszyczka zwykle małych rozmiarów i często z drobnym nabrzmieniem na wierzchołku. Niełupki są najczęściej silnie kolczaste i zwykle nie przekraczają długości 4,5 mm. Liście podzielone są zwykle na wąskie i delikatne odcinki. Zwykle występuje też okrywa łodygi (ang. tunic), złożona z pozostałości uschniętych ogonków liściowych.  
W obrębie sekcji znajdują się zarówno gatunki wytwarzające pyłek, jak i niewytwarzające pyłku. 

## Zróżnicowanie i rozmieszczenie
Typem sekcji jest Taraxacum rubicundum (Dahlst.) Dahlst. Sekcja jest stosunkowo dobrze poznana, istnieją szczegółowe opracowania regionalne. Obejmuje, według różnych źródeł, między 150 a 215 gatunków (mikrogatunków). W obrębie sekcji podobne mikrogatunki łączy się w nieformalne większe grupy. Gatunki sekcji Erythrosperma występują w stanie naturalnym w Europie oraz w części Azji, a jako zawleczone również w Ameryce Północnej. 
W obrębie sekcji zawiera się jeden gatunek diploidalny rozmnażający się płciowo (Taraxacum erythrospermum Andrz. ex Besser, rozpowszechniony w południowej Europie; w Polsce nie występuje) oraz liczne poliploidalne (często triploidalne) gatunki apomiktyczne. 
W Polsce występuje 14 gatunków. Do stosunkowo szerzej rozpowszechnionych należą Taraxacum bellicum Sonck, znany z Europy środkowej i Taraxacum scanicum Dahlst., znany z wielu krajów Europy. Taraxacum sandomiriense Wolanin jest endemiczny dla okolic Sandomierza.
Spośród taraksakologów, którzy szczególnie zasłużyli się w badaniach tej sekcji, można wymienić Haralda Lindberga, Hugona Dahlstedta i Johannesa Leenderta van Soesta.

## Ekologia i zagrożenie
Przedstawiciele sekcji Erythrosperma występują na stanowiskach ciepłych i nasłonecznionych. Kwitną wczesną wiosną (od połowy kwietnia).
Z 14 gatunków występujących w Polsce siedem zostało określonych jako gatunki najmniejszej troski, jeden jako bliski zagrożenia, jeden jako narażony, jeden jako zagrożony, a dwa (T. cristatum i T. sandomiriense) jako krytycznie zagrożone.